# 市川環
市川 環（いちかわ たまき）は、日本の小説家、シナリオライター。
2016年より市川 珠輝（いちかわ たまき）に改名している。

## 主な作品

### 小説
- 『ななついろ★ドロップス』
- 『A Clockwork Ley-Line 運命の廻る森』（ユニゾンシフト ブックス）

### ゲーム
- こもれびに揺れる魂のこえ（シナリオ、ユニゾンシフト、2003年）
- こもきゅん!! 〜はぁとに揺れる魂のFANディスク〜（ショートシナリオ、ユニゾンシフト、2004年）
- Peace@Pieces（シナリオ、ユニゾンシフト、2004年）
- わんもあ@ぴぃしぃず（ショートシナリオ、ユニゾンシフト、2005年）
- ななついろ★ドロップス（プロット・シナリオ、ユニゾンシフト：ブロッサム、2006年）
- アメサラサ 〜雨と、不思議な君に、恋をする〜（プロット・シナリオ、CUFFS、2007年）
- ななついろ★ドロップス pure!!（シナリオ・シナリオ監修、メディアワークス、2007年）
- ぱすてる（一部シナリオ、SIESTA、2007年）
- 魔法の少女シルキーリップ 三人の女王候補（一部シナリオ、Waffle、2008年）
- Flyable Heart（原案・プロット・シナリオ、ユニゾンシフト：ブロッサム、2009年）
- 君の名残は静かに揺れて（原案・プロット・シナリオ、ユニゾンシフト：ブロッサム、2010年）
- セカンドノベル 〜彼女の夏、15分の記憶〜（『二十一番の喪失』執筆、日本一ソフトウェア、2010年）
- Flyable CandyHeart（シナリオ監修、ユニゾンシフト：ブロッサム、2011年）
- 氷華の舞う空に（シナリオ協力、Rosebleu、2012年）
- 時計仕掛けのレイライン -黄昏時の境界線-（原作・原案担当・一部シナリオ、ユニゾンシフト：ブロッサム、2012年）
- 時計仕掛けのレイライン -残影の夜が明ける時-（原案担当・一部シナリオ、ユニゾンシフト：ブロッサム、2013年）
- きみと僕との騎士の日々 -楽園のシュバリエ-（シナリオ監修、piriri!、2014年）
- 世界と世界の真ん中で（シナリオ、Lump of Sugar、2014年）
- 時計仕掛けのレイライン -朝霧に散る花-（原案担当・一部シナリオ、ユニゾンシフト：ブロッサム、2015年）